# Clavicythérium
 (août 2022).

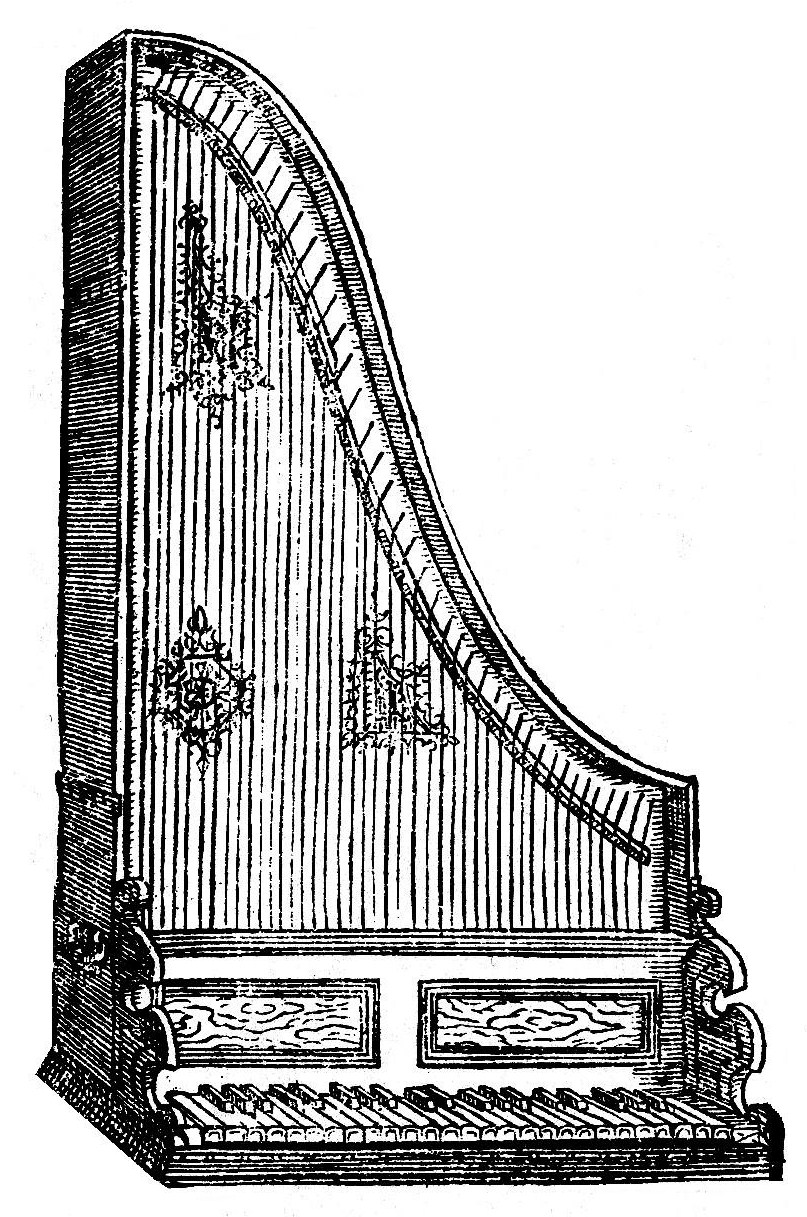
Clavicythérium
Gravure tirée de Syntagma musicum (Michael Praetorius, 1615-1619)

Le clavicythérium est un instrument à sautereaux de la famille des clavecins. On parle aussi de clavecin vertical : son coffre et son plan de cordes sont verticaux.
C'est un instrument assez rare. Il a l'avantage de prendre peu de place au sol (en revanche sa hauteur peut poser un problème). Il offre aussi une audition très proche pour le claveciniste. 

## Histoire

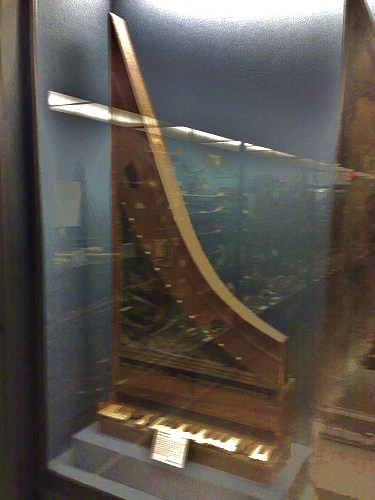
Clavicythérium anonyme
Ulm (?) vers 1480
Londres, Royal College of Music

Elle se confond avec celle du clavecin et des autres instruments à sautereaux : le plus ancien d'entre eux est précisément un clavicythérium probablement construit à Ulm et daté des environs de 1480 (visible au Royal College of Music à Londres).
Au XVIe siècle, l'aspect est proche d'un orgue portatif.
Au XVIIIe siècle, le meuble peut prendre l'aspect d'une armoire ou d'un retable lorsque les portes sont ouvertes.
L'instrument se pose sur une table ou possède son propre piètement.

## Mécanisme
Le mécanisme comporte un renvoi entre le clavier et les sautereaux.
Ce renvoi a évolué durant ces quatre siècles :
- d'un simple appareil en crochet chez les italiens, la queue de la touche est en « U » pour revenir vers le joueur, la languette est insérée directement dans ce retour ;
- puis d'une équerre indépendante du clavier, un véritable sautereau est attaché et articulé dans l'équerre ;
- ensuite l'instrument comportant un second rang de cordes, les sautereaux sont accouplés par paires et la distance entre clavier et équerre est franchie par un pilote ou vergette (Albert Delin,1752) ;
- le clavicythérium peut se replacer en position horizontale ou verticale (Rouaud, 1990).

## Textes anciens
La première citation connue date de 1460 par Paulus Paulirinus, mais l'instrument pouvait exister auparavant.
On connaît une représentation dans un retable sculpté de Kefermarkt (Autriche), fin XVe siècle (ange musicien).
On trouve une gravure dans le Musica getutscht und außgezogen de Sebastian Virdung (1511). Ce clavicythérium possède 38 touches fa/sol sans fa#. Virdung indique  que ce clavecin vertical est une invention récente et qu'il a des cordes en boyau.
Michael Praetorius, dans son Syntagma musicum (1619), lui trouve une sonorité de harpe sans doute due aux cordes en boyau.

## Instruments connus
- Le plus ancien clavicythérium connu est conservé au Royal College of Music à Londres (vers 1480, Ulm).
- Clavicythérium italien fin XVIIe (Metropolitan Museum, New York).
- Martin Kaiser construit un clavicythérium en 1675 pour Léopold Ier (Kunsthistorisches Museum, Vienne).
- Anonyme XVIIe (Deutschesmuseum, Munich).
- 1895, inventaire de Leopoldo Franciolini, contrefacteur florentin : un clavicythérium prétendument « Petrus de Paulus, 1587 » construit avec des éléments de plusieurs clavecins.
- Albert Delin, actif de 1750 à 1770 à Tournai (Belgique), construit plusieurs clavicythériums avec sautereaux accouplés (MIM Bruxelles, Museum de Berlin et La Haye).

Clavicytheriums d'Albert Delin
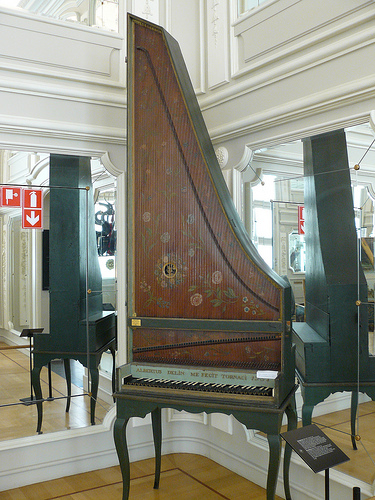
Clavicytherium de 1751 Bruxelles, Musée des Instruments de Musique
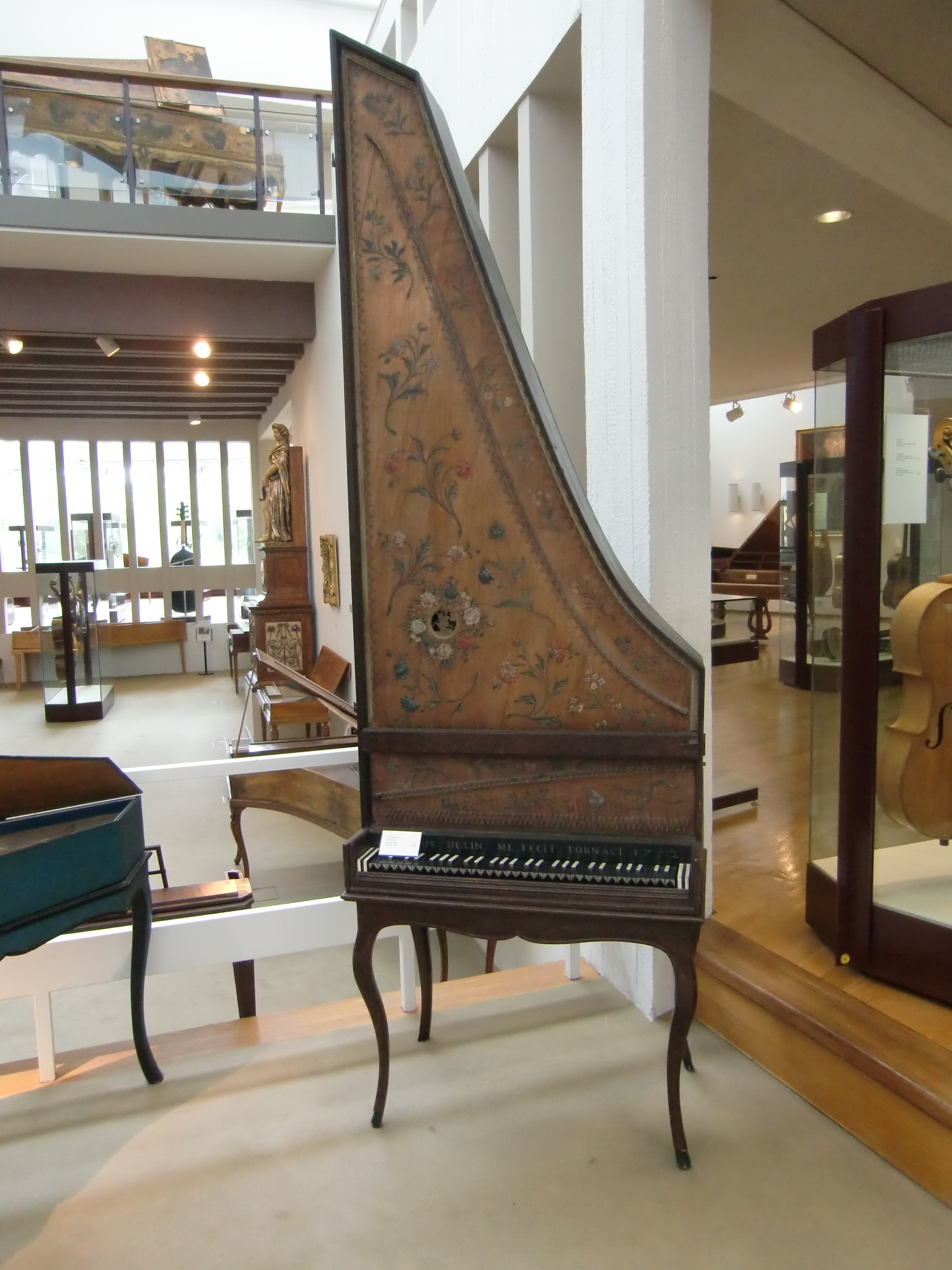
Clavicytherium de 1752 Berlin, Musikinstrumentenmuseum

Étaient actifs en 1763 : Despinois et Obert.
- Brelin invente en 1741 un clavicythérium avec 8 variations de jeux et pédales.
- Domenico Del Mela invente en 1739 le premier piano-forte vertical (Conservatorio Luigi Cherubini, Firenze).

Quelques fac-similés ont été réalisés, en particulier celui du Royal College of Music à Londres, par Adlam Burnett et aussi Emile Jobin. Jean-Paul Rouaud construit des clavicythériums XVIIIe avec un mécanisme amélioré, et qui peuvent être basculés et joués à l'horizontale. La plupart des facteurs de clavecins en réalisent ; David Boinnard s'est fait une spécialité d'instruments cordés en boyau.